# Duffey Peak
Der Duffey Peak ist ein 2219 m hoher Berg mit einer Schartenhöhe von 289 m in der kanadischen Provinz British Columbia, im Squamish-Lillooet Regional District.

## Geographie
Der Duffey Peak ist Teil der Joffre Group, die zu den Lillooet Ranges in den Coast Mountains gehört. Er liegt 20 km östlich von Pemberton und 4 km unmittelbar nordöstlich des Lillooet Lake. Sein nächsthöherer Nachbar ist der Slalok Mountain (2653 m), 4 km nordöstlich von ihm; die beiden Gipfel sind durch die Two Goat Ridge miteinander verbunden. Die Abflüsse der Niederschläge am Berg fließen in den Joffre Creek und den Twin One Creek, beides Zuflüsse des Lillooet River. Das Relief ist bemerkenswert, da sich der Gipfel über 2000 m über den Lillooet Lake in vier Kilometern Entfernung erhebt. Der Gipfel bietet einen Panoramablick über den See wie auch über den Mount Matier, den Mount Hartzell, den Mount Spetch, den Slalok Mountain und den Mount Taylor.
| Highway 99       | Mount Taylor  | Slalok Mountain    |
| Pemberton Valley |               | Two Goat Ridge     |
| Lillooet Lake    | Lillooet Lake | Twin Goat Mountain |

## Geschichte
Der Berg ist gemewinsam mit dem Triangulationspunkt Duffey benannt worden. Das Toponym wurde am 23. Januar 1979 vom Geographical Names Board of Canada offiziell anerkannt. Der Name Duffey, wie er auch für den nahen Duffey Lake verwendet wird, bezieht sich laut Geographical Names Board auf „Patrick Duffey, Bergmann, Lillooet“.

## Klima
In Bezug auf die Klimaklassifikation nach Köppen und Geiger herrscht am Gipfel des Duffey Peak ein subarktisches Klima. Die meisten Wetterfronten stammen vom Pazifik und bewegen sich ostwärts auf die Coast Mountains zu, wo sie durch die Berge zum  Aufsteigen (Windstau) gezwungen werden, was wiederum dazu führt, dass die enthaltene Feuchtigkeit in Form von Regen oder Schnee abgegeben wird. Im Ergebnis führt das zu hohen Niederschlägen in den Coast Mountains, insbesondere zu starken Schneefällen im Winter. Die Temperaturen können unter −20 °C fallen, unter Berücksichtigung von Windchill-Einfluss unter −30 °C. Die Monate Juli bis September bieten die besten Wetterbedingungen für einen Aufstieg.

## Galerie

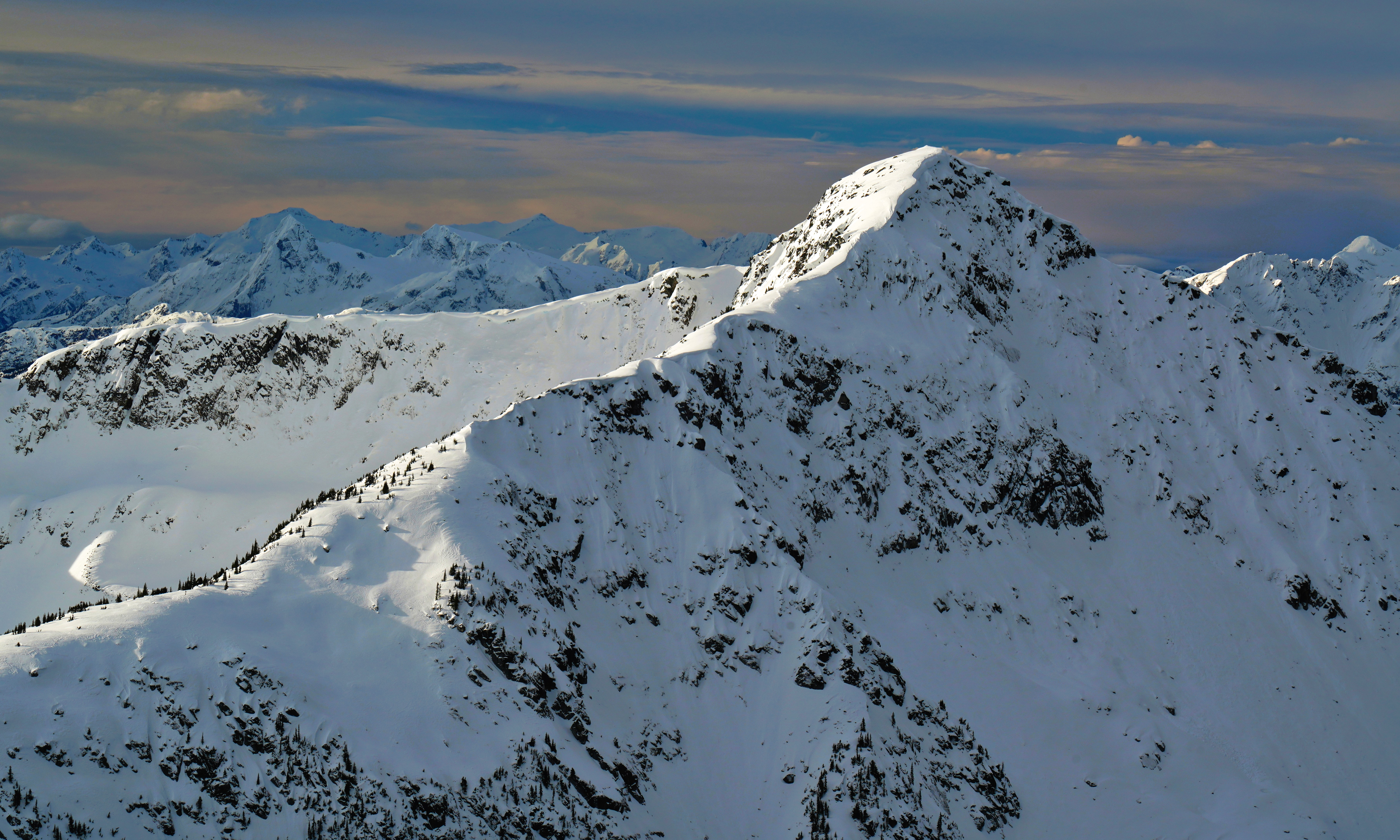
Nordansicht im Winter vom Mt. Taylor aus
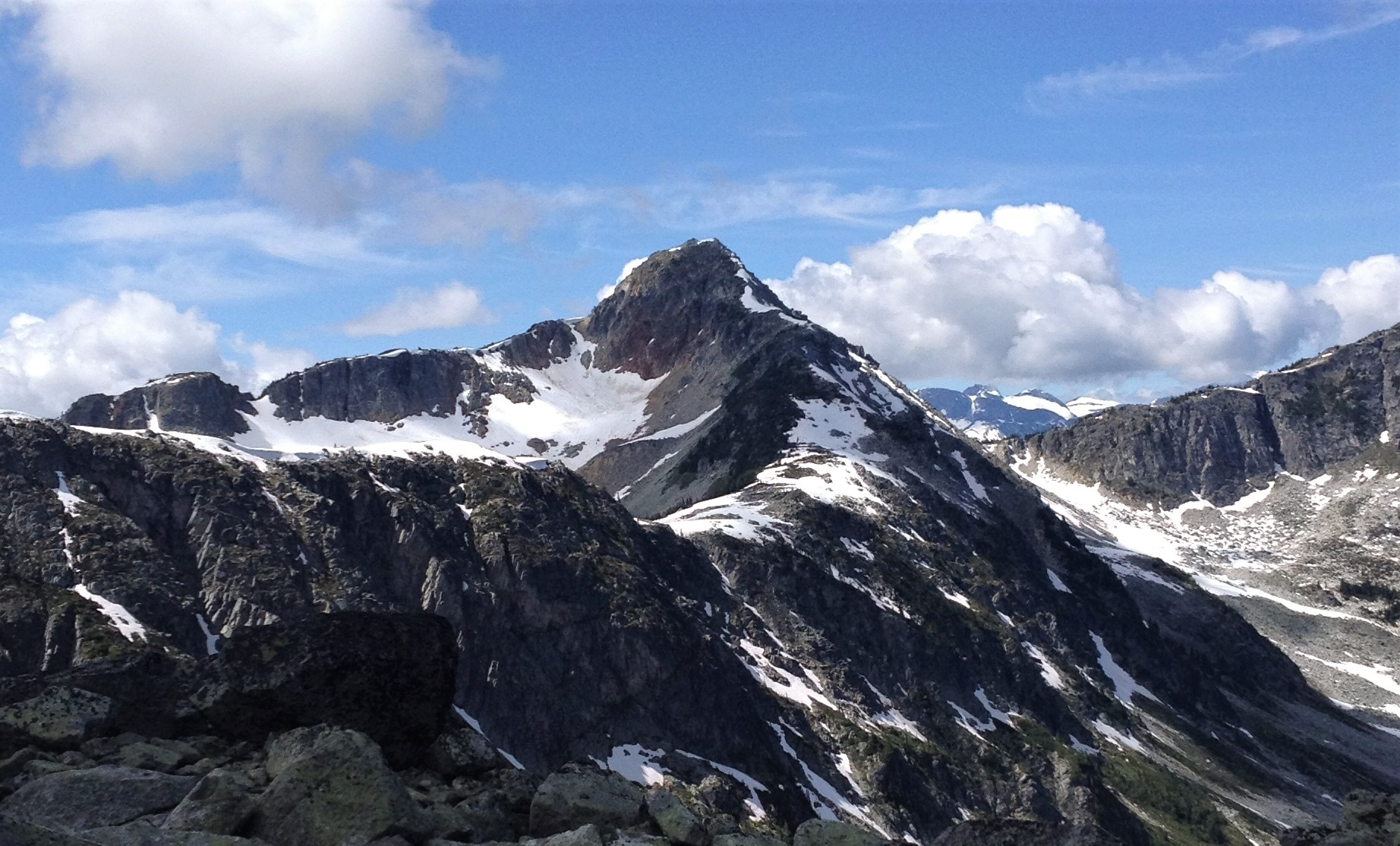
Duffey Peak